# Дідерево
Дідерево (рос. Дидерево) — присілок в Калязінському районі Тверської області Російської Федерації.
Населення становить 14 осіб. Входить до складу муніципального утворення Старобісловське сільське поселення.

## Історія
Від 2005 року входило до складу муніципального утворення Старобісловське сільське поселення.

## Населення
| 1859 | 1888 | 1897 | 2002 | 2010 |
| ---- | ---- | ---- | ---- | ---- |
| 391  | ↗586 | ↗639 | ↘30  | ↘14  |